# Testosteron (film 2003)
Testosteron (ang. Testosterone) – film fabularny (komediodramat) koprodukcji amerykańsko-argentyńskiej z 2003 roku. Reżyserem i scenarzystą filmu jest David Moreton, a w głównych rolach obsadzono Davida Sutcliffe'a oraz Antonio Sabato Juniora. Film kręcono w Los Angeles i Buenos Aires. Adaptacja powieści Jamesa Roberta Bakera.

## Opis fabuły
Amerykański homoseksualista Dean Seagrave, młody i utalentowany twórca komiksów, jest zabójczo zakochany w przystojnym Argentyńczyku, Pablo Alesandro. Pablo jest jego partnerem, a Dean bacznie śledzi każdy jego krok. Pewnego dnia Pablo informuje Deana, że wychodzi po papierosy i ostatecznie znika. Okazuje się, że mężczyzna powrócił w rodzinne strony. Dean decyduje, że poleci do Buenos Aires i odnajdzie ukochanego. Na miejscu poznaje byłego kochanka Pabla oraz jego narzeczoną.

## Obsada
- David Sutcliffe jako Dean Seagrave
- Antonio Sabato Jr. jako Pablo Alesandro
- Celina Font jako Sofia
- Jennifer Coolidge jako Louise
- Leonardo Brzezicki jako Marcos
- Dario Dukah jako Guillermo
- Sônia Braga jako matka Pablo